# 17 cm Kanone 18
Il 17 cm Kanone M. 18 in Mörserlafette, abbreviato in 17 cm K 18 in Mrs.Laf., era un cannone pesante tedesco da 170 mm sviluppato dalla Krupp ed impiegato nella seconda guerra mondiale.

## Storia
Il pezzo fu sviluppato dalla Krupp per fornire all'artiglieria di corpo d'armata un'arma per il fuoco di controbatteria. Fu prodotto dalla Krupp fino al 1942 per rimpiazzare nello stesso ruolo l'obice da 21 cm Mörser 18, del quale impiegava l'affusto (Mörserlafette). Nonostante fosse tecnicamente un ottimo cannone, si rivelò costoso, difficile di manovrare e lento da mettere in batteria, tanto che molti venivano abbandonati dai serventi e catturati dagli Alleati. Così mentre la produzione continuava fino al 1945 da parte della Hanomag, la Krupp riprese la produzione dell'obice da 21 cm Mrs 18.
All'innovativo affusto a doppio rinculo, nel corso della guerra, furono adattate alcune bocche da fuoco da 15 cm K 16 e da 15 cm SK C/28, ottenendo rispettivamente i 15 cm Kanone M. 16 in Mörserlafette ed i 15 cm Schiffskanone C/28 in Mörserlafette. Un esemplare di questo cannone (completo dell'affusto ruotato) è conservato al Civico Museo della Guerra per la Pace "Diego de Henriquez" di Trieste.

## Tecnica

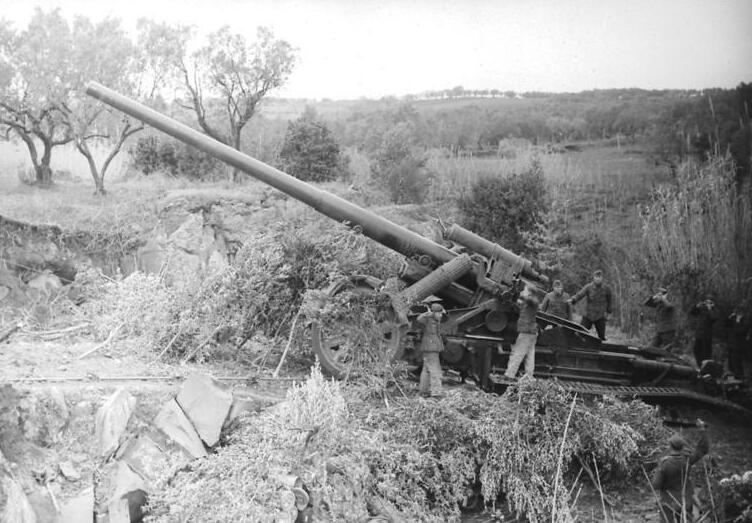
Un K18 schierato sul fronte italiano

La bocca da fuoco, lunga 50 calibri, con otturatore a cuneo orizzontale, aveva una durata di 500 colpi. L'affusto era molto innovativo: l'obice era infatti una delle prime armi (la prima prodotta in grandi numeri) ad impiegare un sistema a doppio rinculo. La canna rinculava normalmente sulla sua culla, munita di un grosso freno di sparo superiore; l'affustino, sul quale era incavalcata la culla, rinculava a sua volta sulle lisce laterali del sottoaffusto, cui era collegato da altri due cilindri idraulici. Questo sistema dissipava le notevoli forze di rinculo in gioco e forniva una piattaforma di tiro molto stabile.
L'enorme cannone per il traino meccanico veniva scomposto in due vetture: la canna veniva infatti smontata e trasportata su un apposito carrello mentre all'affusto ruotato veniva agganciato un avantreno. Alla messa in batteria del pezzo, una piattaforma, integrata con l'affusto, veniva abbassata al suolo e le due grandi ruote venivano sollevate. Tutto il pezzo poggiava così stabilmente sulla piattaforma e sul vomero della coda dell'affusto ed era pronto per il fuoco. La piattaforma era ancorata al suolo tramite due tiranti collegati a portavomeri con quattro piccheti ciascuno. Se settore orizzontale di 16° consentito dal solo affusto non era sufficiente, il vomero posteriore veniva sollevato ed un ruotino permetteva di brandeggiare tutto il pezzo, imperniato sulla piattaforma, su 360°.